# Kreatief met Kurk
Kreatief met Kurk was een satirische mockumentary van Arjan Ederveen, Tosca Niterink en Pieter Kramer (regie), dat van januari tot en met maart 1993 (les 1 tot en met 13) en van januari tot en met juni 1994 (les 14 tot en met 26) is uitgezonden door de VPRO.

## Het programma
Het duo Ederveen en Niterink had al eerder de programmaserie Theo en Thea gemaakt. Nu begonnen ze met een serie op de late avond, met een aantal vrije onderwerpen met wisselende invalshoeken. Het programmathema was steeds een duo, dat een cursus "Kreatief met Kurk" presenteerde alsof het een Teleac-cursus was. Het was een parodie op het programma Kreatief met karton met Ellen Brusse en Wim Kros. Tussen de cursus door werd het programma onderbroken door sketches, waarin Ederveen en Niterink diverse typetjes uitbeeldden. Deze sketches werden in 1996 deels herhaald in de opvolger van Kreatief met Kurk: Borreltijd.

## Overzichtstentoonstelling
Het laatste programma ging vergezeld van een heuse overzichtstentoonstelling van de voorwerpen die tijdens de uitzendingen waren gemaakt in het Amsterdamse Stedelijk Museum. Deze tentoonstelling werd geopend met een toespraak door Rudi Fuchs, de toenmalige directeur van het museum. Ook Peter van de Pood hield een toespraak en wierp symbolisch een kurk in een bak met water, ten teken dat de tentoonstelling geopend was.
In 2005 verscheen bij de VPRO een drie-DVD-box met daarop de dertien uitzendingen van 1993. In oktober 2007 verscheen een twee-DVD-box met de dertien uitzendingen van 1994. Op de DVD's ontbreken 'door juridische omstandigheden' de Poppenstory-items.